# Simone Vanni
Pour les articles homonymes, voir Vanni.
Simone Vanni, né le 16 février 1979 à Pise, est un escrimeur italien pratiquant le fleuret. Il a été champion olympique avec l’équipe de fleuret masculin lors des Jeux olympiques d'été de 2004 à Athènes.

## Biographie
Simone Vanni commence à pratiquer l’escrime en 1988 dans le club de l’US Pisascherma, un club d’escrime réputé de sa ville natale. Son premier maître d'armes est Luciana Di Ciolo. Dès le début de son apprentissage il choisit le fleuret comme arme de prédilection. Il brille chez les jeunes et remporte avec l’équipe de fleuret masculin la médaille d’or aux championnats du monde junior en 1998 au Venezuela.
1999 est sa meilleure année en catégorie junior. A Keszthely en Hongrie, il obtient sa première médaille individuelle, une médaille de bronze, aux championnats du monde juniors et une belle médaille d’argent dans l’épreuve par équipes. En 2001, à Nîmes, il participe à ses premiers championnats du monde senior. Mais cette année-là son meilleur résultat est le titre de champion d’Europe gagné à Coblence.
La consécration arrive en 2002. A Lisbonne il remporte le championnat du monde en battant en finale l’allemand Andre Wessels sur le score de 15 à 6. En 2003 il est à deux doigts de réaliser l’exploit d’être le premier tireur italien à gagner deux fois de suite le championnat du monde de fleuret, mais il doit se contenter le la médaille d’argent. Il est en effet battu en finale 15-14 par l’allemand Peter Joppich.
Aux Jeux olympiques de 2004 il est battu en quart de finale par le français Brice Guyart mais joue un rôle déterminant dans la victoire de son équipe en finale des jeux contre la Chine.
Dans une équipe d’Italie resplendissante composée successivement de Salvatore Sanzo, Andrea Cassarà, Stefano Barrera et Andrea Baldini, Simone Vanni participe à la domination du fleuret italien sur l’escrime mondiale. Les titres se succèdent tant en épreuves individuelles que par équipes.

## Sénior
- Jeux olympiques
  -  Médaille d'or par équipes aux Jeux olympiques d'été de 2004 à Athènes

- Championnats du monde
  -  Médaille d'or en individuel aux championnats du monde 2002 à Lisbonne
  -  Médaille d'or par équipes aux championnats du monde 2003 de La Havane
  -  Médaille d'or par équipes aux championnats du monde 2009 d'Antalya
  -  Médaille d'argent en individuel aux championnats du monde 2003 de La Havane
  -  Médaille d'argent par équipes aux championnats du monde 2005 de Leipzig
  -  Médaille de bronze par équipes aux championnats du monde 2006 de Turin

- Championnats d'Europe
  -  Médaille d'or en individuel aux championnats d'Europe 2001 à Coblence
  -  Médaille d'or par équipes aux championnats d'Europe 2002 à Moscou
  -  Médaille d'or par équipes aux championnats d'Europe 2005 à Zalaegerszeg
  -  Médaille d'or par équipes aux championnats d'Europe 2008 à Kiev
  -  Médaille de bronze par équipes aux championnats d'Europe 2007 à Gand

- Coupe d'Europe des clubs champions
- Médaille d'or à la Coupe d'Europe des clubs champions 2006 et 2007 (Fiamme d’Oro)

- Universiades
  -  Médaille d’argent par équipes à l'Universiade d'été de 2001 à Pékin
  -  Médaille d’argent par équipes à l'Universiade d'été de 2005 à Izmir

- Championnats d'Italie
  -  Médaille d'or par équipes aux championnats d'Italie 2002
  -  Médaille d’argent en individuel aux championnats d'Italie 2001
  -  Médaille d'argent par équipes aux championnats d'Italie 2001, 2003, 2005, 2006 et 2007
  -  Médaille de bronze en individuel aux championnats d'Italie 2003, 2005, 2006 et 2007

### Junior
- Championnats du monde juniors
  -  Médaille d’argent par équipes aux championnats du monde juniors 1999
  -  Médaille de bronze par équipes aux championnats du monde juniors 1998
  -  Médaille de bronze en individuel aux championnats du monde juniors 1999

- Championnats d’Europe juniors
  -  Médaille d’argent en individuel aux championnats d'Europe juniors 1999
  -  Médaille d’argent par équipes aux championnats d'Europe juniors 1999
  -  Médaille de bronze en individuel aux championnats d'Europe juniors 1998